# Комаровський Абрам Семенович
Абра́м Семе́нович Комаро́вський (6 грудня 1865 — 25 травня 1956) — український хімік дореволюційних та радянських часів, дослідник рідкісноземельних металів.

## Життєпис
А. С. Комаровський народився 6 грудня 1865 року в Одесі.
Навчався в Московському державному університеті, з якого у 1888 році був виключений.
У 1892 році працював в Цюрихському політехнічному інституті у Лунге, та в Бернському університеті — у Ганча, Костанецького, Ф. П. Тредвелла.
В Бернському університеті в 1893 році захистив докторську дисертацію «Про бензорезорцин».
З 1897 року працював в Одеській центральній лабораторії міністерства фінансів Російської імперії, проводив аналітичний контроль в спиртовій та виноробній промисловості. В цьому часі розробив реакцію Комаровського — реакція ароматичних альдегідів з вищими спиртами.
Протягом 1918—1931 років був доцентом Одеського університету, професором Одеського хіміко-фармацевтичного інституту. Залучив до наукових робіт І. М. Коренмана, В. А. Назаренко, М. С. Полуектова, В. Т. Чуйко.
З 1931 року працював в Укргірідметі, Помер 25 травня 1956 року в Одесі.

## Наукова діяльність
Дослідив реакції рідкісних елементів з органічними реактивами — хромотроп 2И, n-нітробензолорсин та інші. Займався пошуками сировинної бази для вітчизняної рідкометалічної промисловості, технології їх виділення та застосування. По лужних металах працював із мінералами лепідолітом, полуцитом, сподуменом — в 1930-х роках виробництво солей Li, Rb, Cs проводилося тільки в Укргіредметі.
У 1930-х роках проводив серію експериментів по вилученню рідкісноземельних металів з мінералів ловчариту, монациту та хібінських апатитів. В тих же роках почав роботи по напрацюванню технологій отримання сполук ванадію, курував роботи Г. К. Борескова по ванадієвих каталізаторах.
Після Другої світової війни займався виділенням і розділенням рідкісноземельних матеріалів з монацитів.
Входив до складу Міжнародної комісії по перевірці нових аналітичних реакцій та реактивів.
Загалом налагодив виробництво 60 чистих сполук лантанідів та ітрію. Займався отриманням люмінофорів, активованих європієм, та оптичних матеріалів різного призначення.
В Гіредметі, Укргіредметі та ВІМСі займався пошуками джерел германієвої сировини.
У 1948 році завершив роботи по надсмольних водах коксохімії та аргілітах, обґрунтував технології вилучення та очистки сполук германію, за що 1952 року нагороджений Сталінською премією.
Займався дослідженнями технологій виділення та розділення цирконію та гафнію, в 1951 році колективу вдалося добути 150 грамів ZrO2 із вмістом 0,2 % HfO2, а 1953 року — 20 гр HfO2 99,75 %. Укргіредмет в 1950-х роках у СРСР був виробником металічного 0,5 % гафнію та чистого ZrO2 з 0,05 % домішки HfO2.
В повоєнні роки продовжилися роботи по технологіях V2O5, люмінофорів, вилучення ванадію із мазутних зол ТЕС.

#### Праці
В 1938 році вийшла друком праця «Tables of Reagents for Inorganic Analysis».
В 1950 році вийшла друком праця «Реакції та реактиви для якісного аналізу неорганічних сполук».

## Нагороди
- Сталінська премія 1952 року,